# Evolvulus minimus
Evolvulus minimus är en vindeväxtart som beskrevs av V. Ooststr. Evolvulus minimus ingår i släktet Evolvulus och familjen vindeväxter. Inga underarter finns listade i Catalogue of Life.